# Campeonato Europeo de Remo de 1949
El XL Campeonato Europeo de Remo se celebró en Ámsterdam (Países Bajos) en 1949 bajo la organización de la Federación Internacional de Sociedades de Remo (FISA).
En total se disputaron siete pruebas diferentes, todas ellas en la categoría masculina.

## Medallero
| Núm. | País           | Oro | Plata | Bronce | Total |
| ---- | -------------- | --- | ----- | ------ | ----- |
| 1    | Italia         | 4   | 1     | 1      | 6     |
| 2    | Dinamarca      | 1   | 2     | 1      | 4     |
| 3    | Estados Unidos | 1   | 0     | 0      | 1     |
| 4    | Suecia         | 1   | 0     | 0      | 1     |
| 5    | Checoslovaquia | 0   | 2     | 0      | 2     |
| 6    | Bélgica        | 0   | 1     | 1      | 2     |
| 6    | Suiza          | 0   | 1     | 1      | 2     |
| 8    | Francia        | 0   | 0     | 1      | 1     |
| 8    | Noruega        | 0   | 0     | 1      | 1     |
| 8    | Países Bajos   | 0   | 0     | 1      | 1     |
|      | TOTAL          | 7   | 7     | 7      | 21    |